# قره‌حسنلی، آغ‌استفا
قره‌حسنلی (به لاتین: Qarahəsənli) یک منطقه مسکونی در جمهوری آذربایجان است که در شهرستان آغ‌استفا واقع شده‌است. قره‌حسنلی ۱۲۶۷ نفر جمعیت دارد.